# 水务监管局
水務監管局（英語：Water Services Regulation Authority或Ofwat）是負責監管英格蘭和威爾斯已私有化之供水和污水處理行業的政府機構。水務監管局的主要法定職責包括保護消費者的權益、確保供水和廢水處理系統的長期維護能力，以及確保水務公司履行其職能並能夠為公司本身提供資金。
水務監管局主要對供水和污水處理服務的收費價格進行限制，同時考慮擬議的資本投資計劃（例如建設新的廢水處理廠）和預期的運營效率收益。每五年進行一次審查。
自2017年4月起，《2014年水資源法令》（Water Act 2014）將零售競爭範圍擴大到英國水務公司的所有非家庭客戶，並為未來可能出現的批發市場競爭做好準備。 水務監管局的作用包括監管此類水和廢水市場並在適當的情況下促進有效競爭。
水務監管局由董事會和工作人員辦公室組成。

## 外部連結
- 官方网站